# 732 Tjilaki
732 Tjilaki
732 Tjilaki là một tiểu hành tinh ở vành đai chính. Nó được A. Massinger phát hiện ngày 15.4.1912 ở Heidelberg, và được đặt theo tên Tjilaki, tên sông và tên làng ở gần Malabar, Indonesia